# Class:y
 (août 2023).
La mise en forme du texte ne suit pas les recommandations de Wikipédia : il faut le « wikifier ».
Les points d'amélioration suivants sont les cas les plus fréquents. Le détail des points à revoir est peut-être précisé sur la page de discussion.
- Les titres sont pré-formatés par le logiciel. Ils ne sont ni en capitales, ni en gras.
- Le texte ne doit pas être écrit en capitales (les noms de famille non plus), ni en gras, ni en italique, ni en « petit »…
- Le gras n'est utilisé que pour surligner le titre de l'article dans l'introduction, une seule fois.
- L'italique est rarement utilisé : mots en langue étrangère, titres d'œuvres, noms de bateaux, etc.
- Les citations ne sont pas en italique mais en corps de texte normal. Elles sont entourées par des guillemets français : « et ».
- Les listes à puces sont à éviter, des paragraphes rédigés étant largement préférés. Les tableaux sont à réserver à la présentation de données structurées (résultats, etc.).
- Les appels de note de bas de page (petits chiffres en exposant, introduits par l'outil «  Source ») sont à placer entre la fin de phrase et le point final[comme ça].
- Les liens internes (vers d'autres articles de Wikipédia) sont à choisir avec parcimonie. Créez des liens vers des articles approfondissant le sujet. Les termes génériques sans rapport avec le sujet sont à éviter, ainsi que les répétitions de liens vers un même terme.
- Les liens externes sont à placer uniquement dans une section « Liens externes », à la fin de l'article. Ces liens sont à choisir avec parcimonie suivant les règles définies. Si un lien sert de source à l'article, son insertion dans le texte est à faire par les notes de bas de page.
- La présentation des références doit suivre les conventions bibliographiques. Il est recommandé d'utiliser les modèles {{Ouvrage}}, {{Chapitre}}, {{Article}}, {{Lien web}} et/ou {{Bibliographie}}. Le mode d'édition visuel peut mettre en forme automatiquement les références.
- Insérer une infobox (cadre d'informations à droite) n'est pas obligatoire pour parachever la mise en page.

Pour une aide détaillée, merci de consulter Aide:Wikification.
Si vous pensez que ces points ont été résolus, vous pouvez retirer ce bandeau et améliorer la mise en forme d'un autre article.
 (septembre 2023).
CLASS:y (coréen : 클라씨, stylisé comme CLASSy ou CLASS:y) est un girl group sud-coréen formé dans le cadre de l'émission de téléréalité MBC My Teenage Girl (en) (2021-2022). Géré par M25, filiale de MBK Entertainment, et Universal Music Japan, le groupe est composé de sept membres : Won Ji-min, Kim Seon-you, Myung Hyung-seo, Hong Hye-ju, Kim Ri-won, Park Bo-Eun et Yoon Chae-won. Elles ont officiellement fait leurs débuts le 5 mai 2022 avec leur premier Mini Album  Class Is Over. Elles ont eu leur premier retour en Octobre avec le second Mini Album 'DAY&NIGHT', contenant deux chansons : "TICK TICK BOOM" et "ZEALOUS". 
Le groupe CLASS:y a gagné deux trophées : Rookie Of The Year (ROTY 2022) à "Asia Model Awards", et le trophée de 'DancingDol 2" après avoir battu plusieurs groupes.

## Nom
Le nom du groupe, Class:y, a été suggéré par le public de My Teenage Girl (en) via Naver et choisi par M25. Elle s'est inspirée des charmes « élégants » des membres et a continué le thème scolaire de My Teenage Girl, faisant référence à la « classe » et à la « plus haute note ».

## Histoire

### Activités et formations préalables aux débuts viaMy Teenage Girl
My Teenage Girl (en) a été créée le 28 novembre 2021, avec 83 candidates de différents pays. Lors de la finale en direct du 27 février 2022, le public a élu les membres finaux en votant.
Cependant, avant la première de la série, certains membres étaient déjà actifs dans l'industrie du divertissement. Myung Hyung-seo (en) est une ancienne membre de Busters (en) et a fait ses débuts d'actrice dans la série Web A-Teen 2 (en) (2019). Kim Ri-won est une ancienne actrice et mannequin qui a joué dans la série Web My YouTube Diary. (2019) et sa suite My Mukbang Diary (2020). Kim Seon-you a participé à Cap-Teen mais a été éliminé dès le premier tour de représentations.

### 2022-présent: débuts en Corée et au Japon
Le 1er mars 2022, il a été confirmé que Class:y ferait ses débuts en Corée en mai et il a été annoncé que leur premier concert aurait lieu en avril. Peu de temps après, le groupe a interprété la chanson "Surprise" dans diverses émissions musicales en guise d'émission spéciale,,. Le 8 mars, après leur performance dans The Show, le groupe a fixé ses débuts en Corée pour avril et a confirmé qu'il se produirait avec les finalistes éliminés de My Teenage Girl lors de leur premier concert.
Le 16 avril 2022, il a été annoncé que le 5 mai, Classy sortirait son premier jeu prolongé, Class is Over,.
Le 26 mai 2022, Classy a sorti la deuxième partie de sa première pièce prolongée, Lives Across.
Le 22 juin 2022, ils feront leurs débuts au Japon avec la version japonaise de leur single Shut Down.

## Membres
| Nom de scène | Nom de scène | Nom de naissance | Nom de naissance | Date de naissance | Nationalité  | Position                                              |
| Romanisé     | Coréen       | Romanisé         | Coréen           | Date de naissance | Nationalité  | Position                                              |
| ------------ | ------------ | ---------------- | ---------------- | ----------------- | ------------ | ----------------------------------------------------- |
| Hyungseo     | 형서         | Myung Hyung-seo  | 명형서           | 25 juin 2001      | Sud-coréenne | Chanteuse principale, rappeuse et visuel              |
| Chaewon      | 채원         | Yoon Chae-won    | 윤채원           | 4 juin 2003       | Sud-coréenne | Vocaliste principale                                  |
| Hyeju        | 혜주         | Hong Hye-ju      | 홍혜주           | 9 décembre 2003   | Sud-coréenne | Leader, rappeuse principale et danseuse principale    |
| Riwon        | 리원         | Kim Ri-won       | 김리원           | 11 février 2007   | Sud-coréenne | Chanteuse, rappeuse et danseuse principale            |
| Jimin        | 지민         | Won Ji-min       | 원지민           | 25 novembre 2007  | Sud-coréenne | Chanteuse et centre                                   |
| Boeun        | 보은         | Park Bo-eun      | 박보은           | 11 février 2008   | Sud-coréenne | chanteuse                                             |
| Seonyou      | 선유         | Kim Seon-you     | 김선유           | 20 mars 2008      | Sud-coréenne | Chanteuse, danseuse principale et rappeuse principale |

## Discographie

### EP
| Titre         | Détails                                                                | Classement | Ventes         |
| Titre         | Détails                                                                | COR        | Ventes         |
| ------------- | ---------------------------------------------------------------------- | ---------- | -------------- |
| Class Is Over | - Date de sortie : 5 mai 2022 - Label : M25, Kakao Entertainment       | 7          | - COR : 28 777 |
| Lives Across  | - Date de sortie : 26 mai 2022 - Label : M25, Interpark (en)           | 25         | - COR : 14 768 |
| Day & Night   | - Date de sortie : 26 octobre 2022 - Label : M25, Kakao Entertainment  | 18         | - COR : 23 201 |
| Love 𝗫𝗫       | - Date de sortie : 14 novembre 2024 - Label : M25, Kakao Entertainment | À venir    | À venir        |

### Traductions
- (es) Cet article est partiellement ou en totalité issu de l’article de Wikipédia en espagnol intitulé « Class:y » (voir la liste des auteurs).